# 25190 Thomasgoodin
25190 Thomasgoodin este un asteroid din centura principală de asteroizi.

## Descriere
25190 Thomasgoodin este un asteroid din centura principală de asteroizi. A fost descoperit pe 26 septembrie 1998 la Socorro, New Mexico, în cadrul proiectului LINEAR. Asteroidul prezintă o orbită caracterizată de o semiaxă mare de 2,74 ua, o excentricitate de 0,08 și o înclinație de 9,0° în raport cu ecliptica.